# 大橋広好
大橋 広好（おおはし ひろよし、1936年4月26日 - ）は、日本の植物学者。東北大学名誉教授。

## 経歴
1936年、埼玉県朝霞町（現・朝霞市）で生まれた。東京大学や東北大学で研究し、1970年から東北大学教授に着任。八甲田山植物学実験所所長を務めた。学界では、日本植物分類学会国際命名規約邦訳委員会の委員長を務め、国際植物分類学連合命名法委員会種子植物委員、国際植物情報連合地球植物誌委員会委員も務めた。

## 受賞・栄典
- 2002年：日本植物分類学会賞を受賞。

## 研究内容・業績
- マメ科植物の分類学研究で知られる。
- 1960年から原寛を団長に行われていたヒマラヤ植物調査団に1967年から参加し、『ヒマラヤ東部の植物』（"Flora of Eastern Himalaya"）の1975年の第3報告書は大橋が編集した[2][3]。